# Sayaz
Sayaz fue una alcaldía mayor de la provincia de Guipúzcoa.

## Historia
La alcaldía mayor incluía en su jurisdicción los lugares de Albíztur, Alzola, Laurcain, Urdaneta, Aya, Beizama, Goyaz, Regil y Vidania. Aparece descrita en el decimotercer volumen del Diccionario geográfico-estadístico-histórico de España y sus posesiones de Ultramar de Pascual Madoz con las siguientes palabras:

SAYAZ: alcaldía de la prov. de Guipúzcoa: comprende la v. de Albistur; las anteigl. de Alzola, Laurcain y Urdaneta, y las universidades de Aya, Beizama, Goyaz, Regil y Vidania. Ocupa en las juntas de prov. el sesto asiento á la izq. del corregidor, y vota con 102 fuegos.
(Madoz, 1849, p. 885)